# Contratto fiduciario
Il contratto fiduciario, che trova alla sua base un patto fiduciario (anche detto "pactum fiduciae"), è un accordo in cui un soggetto (fiduciante) aliena un diritto ad un altro (fiduciario) con l'accordo che il bene sarà usato secondo le istruzioni impartite dall'alienante, attraverso la restituzione, il trasferimento ad altrui persona o l'uso determinato del bene.

## Nel diritto italiano
Il contratto fiduciario, avendo alla base questo pactum fiduciae, si trova quindi ad avere un effetto reale, che è rilevante per i terzi, ma limitato ad essere, nei rapporti interni, un patto obbligatorio.
Il pactum fiduciae è possibile usarlo "cum amico", allo scopo di investire un terzo dalla posizione in cui si trova il fiduciario o fornire una garanzia al creditore e, quindi, usarlo "cum creditore".
La legge non fa alcuna menzione del contratto fiduciario, ma è riconosciuto come valido dalla dottrina e dalla giurisprudenza e, infatti, il fiduciante può agire giudizialmente alla violazione del pactum fiduciae:
nel caso in cui il fiduciario si rifiuta di ritrasferire il bene come previsto dal patto, è possibile ottenere una sentenza costitutiva in tal senso, con anche il risarcimento danni.
Invece, se il bene viene trasferito a terzi, non è possibile ottenere il recupero del bene, in quanto il patto non è opponibile a terzi e ha valore obbligatorio e, perciò, il fiduciante può solo ottenere il risarcimento.
Questo è la caratteristica tipica della fiducia nel mondo italiano, che si rifà alla fiducia romanistica, che impedisce di opporre a terzi il patto, a differenza invece del modello tedesco, dove è possibile, in certuni casi, l'opponibilità.

## Nel diritto tedesco
Nel diritto tedesco, la fiducia, che sta alla base del contratto fiduciario, ha caratteristiche diverse da quelle del diritto di derivazione romanistica: prevede una maggior tutela del fiduciante, visto che il fiduciario non riceve il diritto stesso, come accade nella fiducia romanistica, ma solo la legittimazione all'esercizio dello stesso.
Questo permette, al fiduciante, di utilizzare azioni reali di rivendicazione della proprietà (o del diritto) in caso di violazione del patto fiduciario, visto che il fiduciario non può vantare alcun diritto, ma soltanto agire nella sostanza in modo simile a un mandatario.

## Nel diritto anglosassone
Nel mondo anglosassone un istituto affine, seppur con sensibili differenze, è il trust.
Il trust, secondo l'art.2 della Convenzione de L'Aja 1º luglio 1985, è un rapporto giuridico creato da un soggetto posto sotto il controllo di un trustee per un fine specifico o per un preciso beneficiario.
I beni del suddetto trust non fanno parte del patrimonio del trustee, che ha però l'intestazione e l'obbligo di amministrare e disporre i beni secondo i dettami del trust.
Il trust, a differenza del contratto fiduciario, è opponibile ai terzi.

## Nel diritto romano
Già nel diritto romano si poteva trovare l'utilizzo di un negozio giuridico simile al contratto fiduciario, ovvero il pactum fiduciae, che, con alcune differenze rispetto a quello utilizzato attualmente, ha fatto da apripista al concetto moderno.
Infatti, nel diritto romano repubblicano, il pactum fiduciae veniva utilizzato per tutelare processualmente il deposito, il comodato e il pegno, quando, questi istituti, non erano ancora stati creati.